# Awazê Çiya
Awazê Çiya (с курд. «Мелодии гор») — музыкальная группа из Курдистана. Имеет устойчивую популярность у курдских слушателей. Все участники группы связаны с военными подразделениями Рабочей партии Курдистана, являясь не только ветеранами, но и активными участниками боевых действий. В связи с этим группу часто определяют, как «партизанскую». В свою очередь, турецкие источники именуют группу не иначе, как террористической.

## Художественные особенности
Основные темы песен группы связаны с борьбой за независимость Курдистана. Песни воспевают, как идеалы и принципы движения. Так и рассказывают о его конкретных событиях или участниках. Например, альбом 2020 года «Botan» посвящён гибели бойцов Курдской рабочей партии, во время проведения военной операции в Джизре в 2016 году. Основательница группы Бермал Чем так описала тематику творчества: «первая группа в РПК, где партизаны пели песни о родине, о погибших товарищах, о свободе».
В музыкальном плане творчество группы сочетает в себе элементы народной музыки, world music, а также современные популярные жанры, например, рок-музыка. Музыканты играют, как на народных инструментах, так и «западных» (электрогитары, синтезаторы и т. д.).

## История
В 2001 году появилась группа Mizgîn, которая и составила основу для будущего музыкального коллектива. В 2006 оформился основной состав, были сделаны наработки музыкального материала, который позже будет опубликован на дебютном альбоме «Тень жизни» (курд. Siya Jîn). Тогда группа решила изменить название.  

## Участники
- Бермал Чем (курд. Bermal Çem) — основательница, вокалистка, гитаристка[1].
- Текошин Куди (курд. Tekoşîn Cûdî)
- Аргеш Делила (курд. Argeş Delîla)
- Виян Кичи (курд. Viyan Kiçî)
- Хедар Рубар (курд. Hedar Rûbar)

## Дискография
Творчество группы записывается и издаётся без участия традиционных лейблов звукозаписи и публикуется для свободного прослушивания в интернете в формате mp3. Однако для дистрибуции через цифровые платформы группа сотрудничает с культурными институциями.

### Альбомы
- Siya Jîn (2018)
- Botan (2020)
- Destane Me (2023)

### Синглы
- Wêneyek (2021)
- De Pîro (2021)
- Ev Der Heftanîn E (2020)
- Gurbetellî[c] (2020)

## Видеоклипы
1. Bazên Zagrosan (2021)
2. Cenga Garê (2021)
3. Lê Dayê (2021)
4. Ev der Heftanîn e (2020)
5. Dağlardan denizlere (2019)
6. Dil Pola (2019)
7. Serhildana Şoreşe (2019)
8. YPS[d] (2019)
9. Şadûmana Mêkut (2019)

### Комментарии
1. ↑  Названа по псевдониму курдской революционерки (настоящее имя Гербет Айдын, погибла 11 марта 1992 в бою с турецкими войсками).
2. ↑  Например Институтом курдской культуры в Германии (Deutsch-Kurdisches Kulturinstitut).
3. ↑  Песня посвящена журналистке Гурбетелли Эрсез[англ.], погибшей в бою 8 октября 1997 года.
4. ↑  В названии подразумеваются Силы народной самообороны (YPS), но не YPG.

### Интервью
- «Мы одновременно и воюем, и поем» (рус.)
- «Мы пытаемся сформулировать сущность курдской музыки» (тур.)